# سگ ولگرد

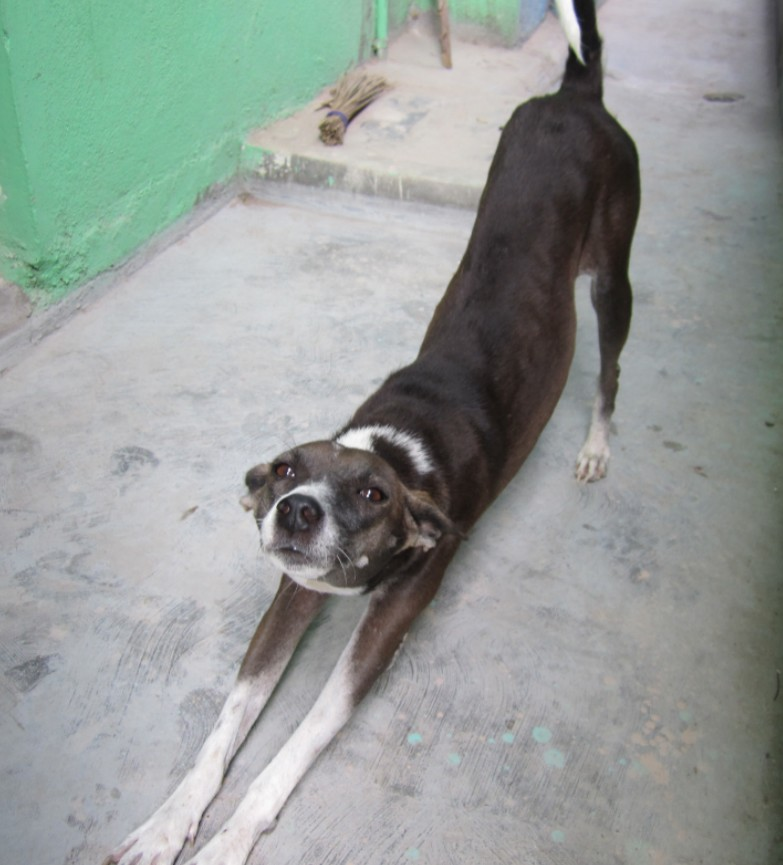
سگ خیابانی در هند در حال نرمش

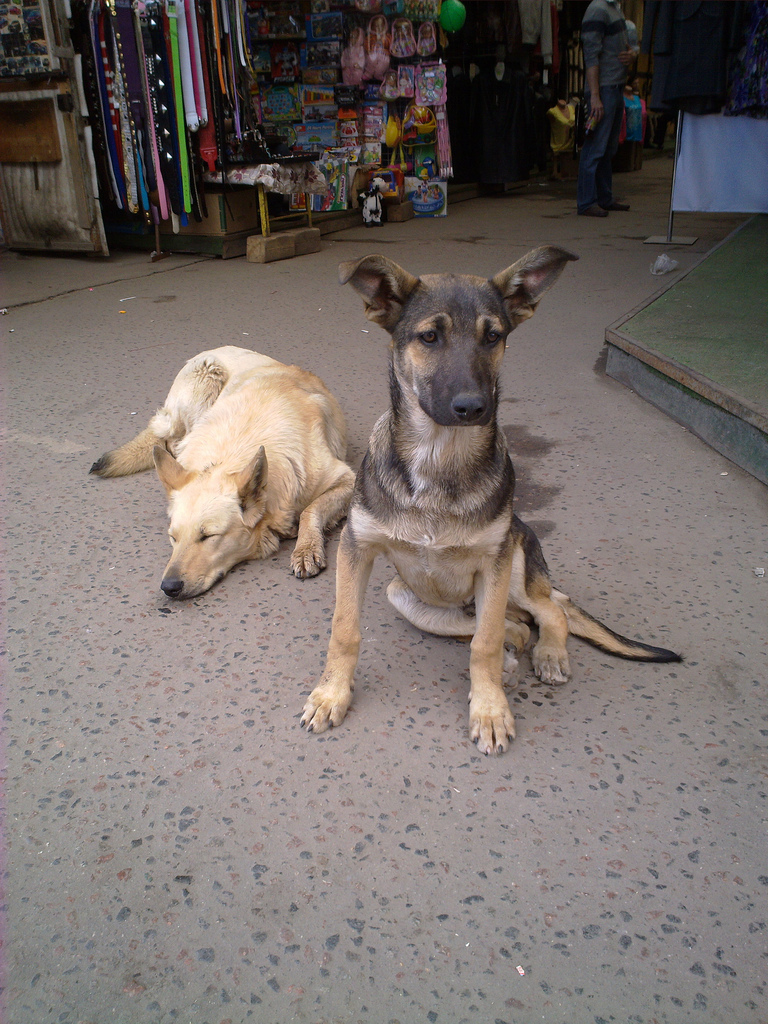
دو سگ ولگرد شهری در خارج از مسکو، روسیه

سگ ولگرد یا سگ بی‌صاحب (به انگلیسی: stray dog)، به سگی گفته می‌شود که محدود به حیاط یا خانه نیست. سگ‌های ولگرد شامل سگ‌های خیابانی، سگ‌های روستایی، سگ‌های وحشی و… هستند و ممکن است دارای مالکیت یا بدون مالکیت باشند. جمعیت جهانی سگ‌ها ۹۰۰ میلیون تخمین زده شده‌است، که حدود ٪۲۰ آنها به‌عنوان حیوانات خانگی در نظر گرفته می‌شوند و بنابراین کنترل می‌شوند.

## خاستگاه
زندگی سگ‌ها با انسان‌ها رابطه‌ای پویا است، به‌طوری که بخشی بزرگی از جمعیت سگ‌ها در طول زمان ارتباط خود با انسان را از دست می‌دهند. این از دست دادن تماس ابتدا پس از اهلی شدن رخ داد و در طول تاریخ دوباره تکرار شده‌است.
جمعیت سگ‌های جهان ۹۰۰ میلیون تخمین زده می‌شود و درحال افزایش است. اگرچه گفته می‌شود «سگ بهترین دوست انسان است» درحالی که ۱۷–٪۲۴ از سگ‌های خانگی که در کشورهای توسعه‌یافته زندگی می‌کنند، در کشورهای درحال توسعه، سگ‌های خانگی غیرمتداول هستند. اما تعداد زیادی سگ روستایی، خیابانی یا شهری و وحشی وجود دارد. بیشتر این سگ‌ها زندگی خود را به‌عنوان لاشخور می‌گذرانند و هرگز در اختیار انسان‌ها نبوده‌اند، مطالعه‌ای نشان می‌دهد که رایج‌ترین واکنش آنها هنگام نزدیک شدن توسط غریبه‌ها، ٪۵۲ فرار یا ٪۱۱ پاسخ پرخاشگرانه است. اطلاعات کمی درمورد این سگ‌ها یا سگ‌های وحشی، ولگرد یا سگ‌های در پناهگاه که در کشورهای توسعه‌یافته زندگی می‌کنند، وجود دارد، زیرا اکثر تحقیقات امروزی درمورد شناخت سگ‌ها بر روی سگ‌های خانگی که در خانه انسان زندگی می‌کنند، متمرکز شده‌اند.

## تفاوت سگ روستایی و شهری
از نظر اکولوژیکی تفاوت قابل توجهی بین سگ‌های ولگرد خیابانی شهری و روستایی وجود دارد چراکه تأثیرات بوم‌شناختی و فشارهای تکاملی هر کدام از آن‌ها شکل متفاوتی دارد.
سگ دهکده به سگ‌های روستایی گفته می‌شود که اگرچه صاحب ندارد اما همیشه یا اغلب اوقات در یک سکونتگاه خاص روستایی اقامت دارد. آن‌ها وحشی یا رمیده نیستند یعنی خلق‌وخوی رام خود را حفظ کرده‌اند و تأثیر آنها بر اکوسیستم اطراف خود کمتر از دیگر سگ‌های روستایی است. حتی ویژگی‌های رفتاری و آناتومیک متفاوتی بین سگ‌های دهکده و سگ‌های ولگرد رمیده دیده می‌شود. برای مثال سگ‌های دهکده به‌طور کلی کوچکتر هستند و بیشتر تنها یا جفتی زندگی می‌کنند.

## تفاوت سگ بدون صاحب و رمیده
تمایز مهمی نیز بین سگ‌های بدون صاحب و سگ‌های رمیده وجود دارد. سگ‌های بدون صاحب آن‌هایی هستند که در گذشته صاحب داشته‌اند اما صاحبشان آنها را رها کرده یا گم شده‌اند. سگ‌های بدون صاحب به راحتی یک صاحب انسانی را می‌پذیرند درحالی‌که سگ‌های رمیده از انسان‌ها هراس دارند و نگهداری آنها مشکل است.

## سگ وحشی واقعی

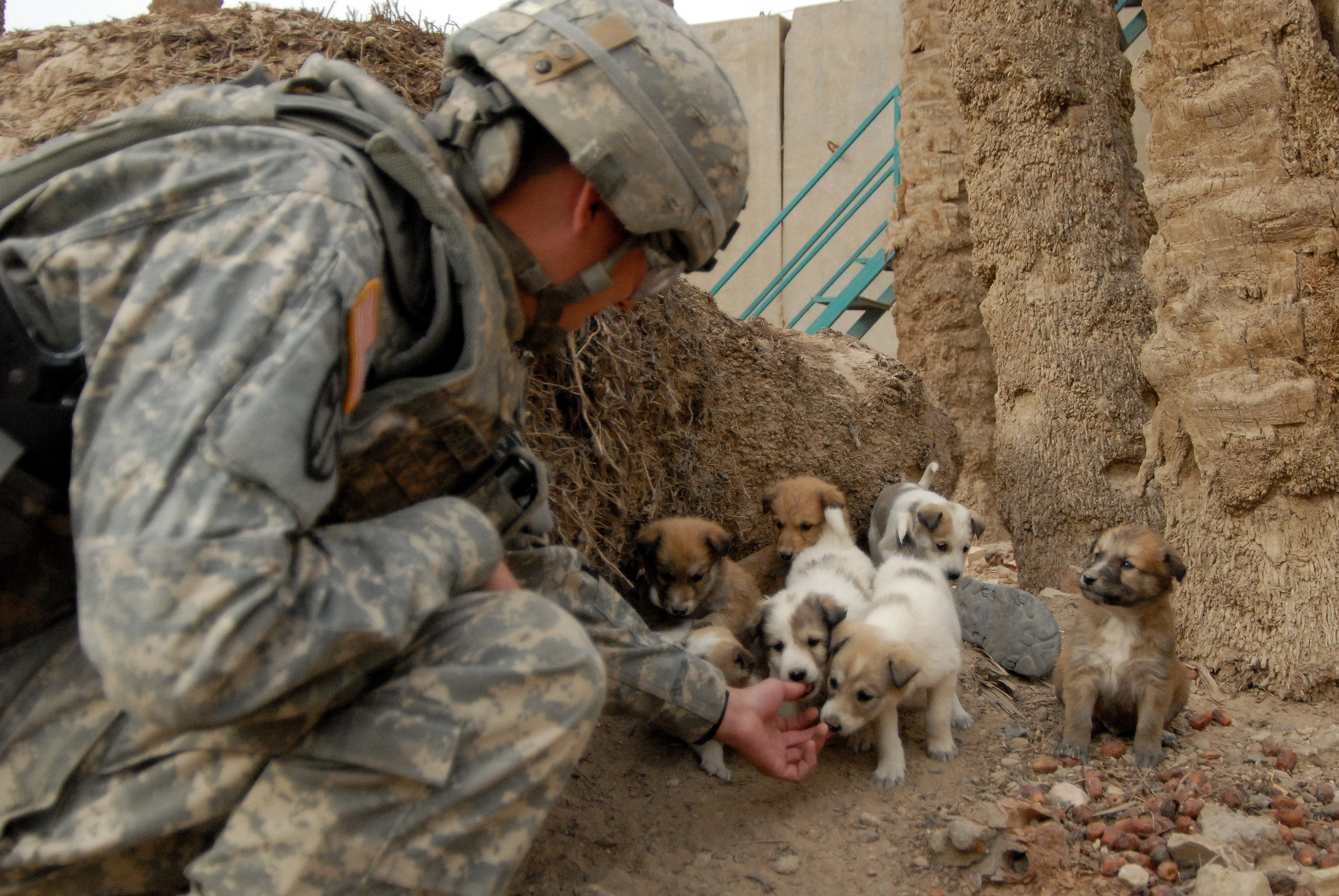
گروهی از سگ‌های ولگرد افغان در سال ۲۰۰۷ با حمله به یک بمبگذار انتحاری جان ۵۰ سرباز آمریکایی را نجات دادند

در ادبیات علمی برخی از سگ‌ها مثل دینگوهای استرالیایی جانور وحشی محسوب می‌شوند و دیگر حیوان اهلی رمیده نیستند. این نوع سگ‌ها هم‌غذای انسان‌ها نیستند یعنی از غذاهایی که انسان‌ها به آنها می‌دهند یا زباله‌های انسانی تغذیه نمی‌کنند بلکه خودشان در حیات وحش شکار می‌کنند یا لاشه حیوانات مرده را می‌خورند. از نظر بوم‌شناختی سگ‌های وحشی کاملاً در اکوسیستم ادغام شده‌اند و بیشتر اوقات نقش شکارچی رأس هرم غذایی را بازی می‌کنند. از نظر تکاملی هم آنها در طول نسل‌ها بدون دخالت انسان و با معیارهای انتخاب طبیعی فرگشت یافته‌اند. نگهداری سگ‌های وحشی و سگ‌های رمیده بالغ به عنوان حیوان دست‌آموز دشوارتر از سگ‌های ولگردی است که به انسان‌ها عادت کرده‌اند. سگ‌های وحشی برخلاف سگ‌های رمیده حتی در صورتی که از بچگی توسط انسان بزرگ شوند باز هم تا حدی طبیعت وحشی خود را حفظ می‌کنند.
سگ‌های وحشی واقعی اکنون فقط در استرالیا و جنوب شرقی آسیا حضور دارند و با نام علمی Canis lupus dingo نامیده می‌شوند. این سگ‌ها شامل دینگوهای استرالیایی (نژادی از سگ‌های اهلی که حدود ۴۵۰۰ سال پیش همراه انسان‌ها به این قاره آمد)، و چند نژاد دیگر مثل سگ آوازه‌خوان گینه نو می‌شوند. هرچند از نظر ژنتیکی و ریخت‌شناسی شاید نتوان آنها را متفاوت از سگ‌های اهلی دانست اما از نظر رفتاری و بوم‌شناختی آنها دیگر جانور وحشی محسوب می‌شوند نه جانور اهلی رمیده.
دو نوع سگ‌سان دیگر هستند که با نام سگ وحشی شناخته می‌شوند؛ یکی سگ وحشی آسیایی و یکی سگ وحشی آفریقایی. اما آنها گونه‌های کاملاً متفاوتی نسبت به یکدیگر و نسبت به سگ هستند (برای مثال خویشاوندی ژنتیکی سگ اهلی با شغال بسیار نزدیکتر از سگ اهلی با هر یک از آنهاست).

## پیامدهای اکولوژیکی
سگ‌های ولگرد چند نوع پیامد اکولوژیکی (بوم‌شناختی) بر محیط زیست اطراف خود دارند:
- دورگه‌شدن با سگ‌سانان وحشی (به ویژه گرگ و سگ‌های وحشی واقعی). انتخاب طبیعی خزانه ژنتیکی حیوانات وحشی را برای بهترین ویژگی‌های لازم برای بقا در طبیعت بهینه کرده‌است. دورگه‌شدن با سگ‌های اهلی که خزانه ژنی آنها با انتخاب مصنوعی انسان گرد آمده پیامدهای منفی برای نسل‌های بعدی این جانوران به همراه دارد. این پیامدها زمانی چشمگیر خواهد بود که حجم دورگه‌سازی بالا و جمعیت حیوان وحشی محدود باشد.
- رقابت غذایی با حیوانات شکارچی و لاشه‌خوار وحشی
- انتقال بیماری‌هایی چون هاری به انسان‌ها و جانوران دیگر. بر اساس برآورد سازمان بهداشت جهانی حدود ۲۰۰ میلیون سگ ولگرد در دنیا وجود دارد. بیش از ۵۵ هزار انسان هر سال از هاری می‌میرند و ۱۵ میلیون نفر واکسن هاری دریافت می‌کنند. هند بیشترین جمعیت سگ‌های ولگرد را دارد. تعداد این نوع سگ‌هادر این کشور به ده‌ها میلیون می‌رسد.